# 539
Évszázadok: 5. század – 6. század – 7. század
Évtizedek: 480-as évek – 490-es évek – 500-as évek – 510-es évek – 520-as évek – 530-as évek – 540-es évek – 550-es évek – 560-as évek – 570-es évek – 580-as évek
Évek: 534 – 535 – 536 – 537 –  538 – 539 – 540 – 541 – 542 – 543 – 544

## Események
- Az 536-os vulkánkitörés okozta globális lehűlés hatása fokozatosan enyhül, de ebben az évben egy újabb kitörés miatt Európában az átlaghőmérséklet 2,7 °C-kal csökken a megszokotthoz képest.

### Bizánci Birodalom
- A bizánci-gót háborúban  gótok által ostromolt, kiéheztetett Mediolanum (Milánó) kapitulál. Az egyezségnek megfelelően az ezer bizánci védő szabadon elvonulhat, de a lakosságot lemészárolják vagy eladják rabszolgának (Prokopiosz erősen túlzó adata szerint mind a 300 ezer lakost megölik), a várost lerombolják. A katasztrófa miatt Narszész bizánci hadvezért visszahívják Konstantinápolyba.
- Belisarius a gót fővárost, Ravennát célozza meg, de a hátát biztosítandó, előbb néhány hónapos ostrommal elfoglalja Auximumot and Faesulaet. A városok őszre elesnek és a bizánciak ostrom alá veszik Ravennát, amelyet a flottájukkal a tenger felől is lezárnak.
- I. Theudebert frank király bevonul Észak-Itáliába. A frankokat mindkét fél a saját szövetségesének véli, de mint hamar kiderül, azok elsősorban fosztogatni és hódítani jöttek. Azonban egy vérhasjárvány miatt rövidesen vissza kell vonulniuk.

### Európa
- Meghal Wacho, a longobárdok királya. Utóda gyerekkorú fia, Walthari, aki helyett Audoin kormányoz régensként.

### Japán
- 73 éves korában meghal Szenka császár. Utóda öccse, Kinmei.

## Születések
- I. Chilperic, frank király
- Maurikiosz, bizánci császár

## Halálozások
- Szenka, japán császár
- Wacho, longobárd király

## Fordítás
- Ez a szócikk részben vagy egészben  a(z)   539 című angol Wikipédia-szócikk ezen változatának fordításán alapul.  Az eredeti cikk szerkesztőit annak laptörténete sorolja fel. Ez a jelzés csupán a megfogalmazás eredetét és a szerzői jogokat jelzi, nem szolgál a cikkben szereplő információk forrásmegjelöléseként.